# Grischow
Grischow  ist eine Gemeinde im Nordosten des Landkreises Mecklenburgische Seenplatte. Die Gemeinde liegt nördlich von Neubrandenburg. Bis zum 1. Januar 2004 war die Gemeinde Teil des Amtes Tollensetal und ist seitdem Teil des Amtes Treptower Tollensewinkel mit Sitz in Altentreptow.

## Geografie und Verkehr
Grischow liegt etwa fünf Kilometer östlich von Altentreptow. Die ehemalige B 96 und jetzige L 35 verläuft westlich der Gemeinde. Die A 20 führt durch das Gemeindegebiet. Sie ist über den Anschluss Altentreptow zu erreichen. Die Gemeinde liegt auf dem Treptower Werder, einer Niederung zwischen der Tollense, dem Großen Landgraben und dem Kleinen Landgraben.

## Geschichte
Grischow wird im Jahr 1325 erstmals in einer Schenkungsurkunde urkundlich erwähnt. Herzog Otto I. von Pommern-Stettin schenkte der Stadt Treptow als Zeichen seines Dankes für geleistete Kriegshilfe das Dorf Grischow.

## Wappen, Flagge, Dienstsiegel
Die Gemeinde verfügt über kein amtlich genehmigtes Hoheitszeichen, weder Wappen noch Flagge. Als Dienstsiegel wird das kleine Landessiegel mit dem Wappenbild des Landesteils Vorpommern geführt. Es zeigt einen aufgerichteten Greifen mit aufgeworfenem Schweif und der Umschrift „GEMEINDE GRISCHOW • LANDKREIS MECKLENBURGISCHE SEENPLATTE“.

## Sehenswürdigkeiten
- neugotische Kirche von 1830, auf den mittelalterlichen Mauerresten erbaut. Der Backsteinturm wurde 1858 errichtet.